# داني مونياو
زامبيت
داني مونياو (بالإنجليزية: Danny Munyau)‏ (مواليد 11 ديسمبر 1987) هو لاعب كرة قدم زامبي يلعب حاليًا كحارس مرمى لصالح نادي ريد أروس الزامبي.

## المسيرة الدولية
أستدعي مونياو لقائمة منتخب زامبيا في كأس الأمم الأفريقية 2013. شارك أيضًا مع منتخب زامبيا في تصفيات أفريقيا المؤهلة لكأس العالم 2014 وتصفيات كأس الأمم الأفريقية 2015.

## روابط خارجية
- داني مونياو على موقع الاتحاد الدولي (مؤرشف)  (الإنجليزية)
- داني مونياو على موقع قاعدة بيانات كرة القدم.إي يو (الإنجليزية)
- داني مونياو على موقع ناشيونال فوتبول تيمز (الإنجليزية)
- داني مونياو على موقع Soccerway.com (الإنجليزية)
- صفحة اللاعب على جول.كوم